# داستان واقعی (فیلم ۲۰۰۰)
داستان واقعی (کره‌ای: 실제 상황) فیلمی به نویسندگی و کارگردانی کیم کی-دوک محصول سال ۲۰۰۰ کره جنوبی است.

## جوایز
| سال  | جشنواره                     | بخش         | نامزدی     | نتیجه    | جایزه       | منبع  |
| ---- | --------------------------- | ----------- | ---------- | -------- | ----------- | ----- |
| ۲۰۰۱ | جشنواره بین‌المللی فیلم مسکو | بهترین فیلم | کیم کی دوک | نامزدشده | گئورگ طلایی | [ ۱ ] |